# Малабарский муссон

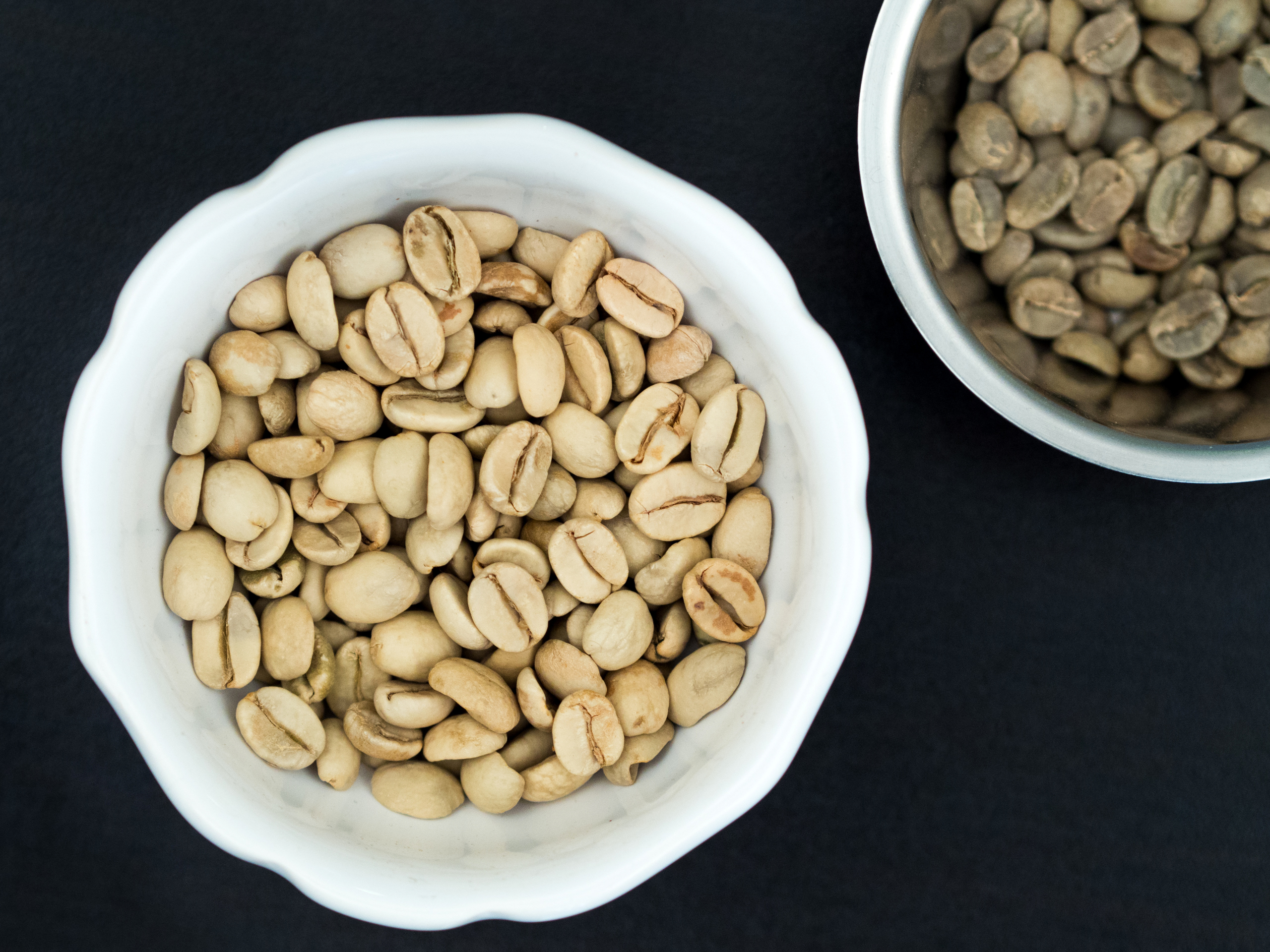
Зёрна малабарского муссона (слева) и зёрна эфиопского сорта кофе Yirgachefe

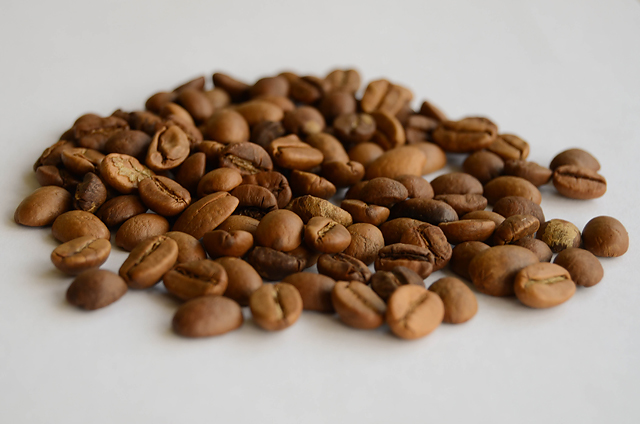
Зёрна малабарского муссона светлой обжарки

Малабарский муссон (англ. Monsooned Malabar или англ. Monsoon Malabar), также известный как Муссон Малабар, Муссонный Малабар, Монсунд Малабар, Малабар Монсун и Муссонированный Малабар — специфический региональный способ сухой обработки кофейных зёрен. Собранные кофейные зёрна подвергают воздействию муссонных дождей и ветров в течение трёх-четырёх месяцев, в результате чего они набухают и изменяют свои вкусовые характеристики. Такой способ обработки кофе распространён на Малабарском побережье Индии (в штатах Карнатака и Керала). Название Monsoon Malabar происходит от муссонных ветров Малабарского побережья.
Напиток, приготавливаемый из зёрен этого сорта, получается достаточно насыщенным и крепким, с яркими нотами горького шоколада и сладким, плотным основным телом, также содержит фруктовые и хлебные оттенки во вкусе. Аромат напитка глубокий, с оттенками шоколада, специй и карамели.

## История
История этого кофе берёт своё начало в XIX веке, когда кофе из Индии в европейские страны возили на деревянных парусных судах. Дорога, как правило, занимала несколько месяцев. Всё это время зёрна подвергались воздействию высокой влажности и морских ветров. Это воздействие приводило к изменению характеристик кофе: кофейные зёрна становились хрупкими, их цвет изменялся с зелёного на жёлтый, приобретали сладковатый вкус и своеобразный аромат.
При изменении способа транспортировки и сокращении времени доставки эффект воздействия морского воздуха пропал. Поскольку этот кофе пользовался большой популярностью в Европе, индийскими производителями был придуман способ обработки зёрен, получивший название «монсунинг» (англ. monsooning).

## Обработка
Обработка собранных кофейных зёрен продолжается в течение трёх—четырех месяцев, в сезон муссонов. При обработке используется свойство высушенных кофейных зёрен поглощать окружающую влагу и запахи.
С мая по июнь, в период повышенной влажности воздуха, зёрна рассыпаются под навесами на морском побережье слоем около 20 сантиметров. В таком состоянии их выдерживают пять дней, постоянно перемешивая. После этого кофе запаковывается в холщовые мешки, которые также под навесами укладываются в горки в виде пирамид таким образом, чтобы они обдувались со всех сторон ветром со стороны океана. Раз в неделю мешки в горках перекладываются, чтобы обеспечить равномерную обработку ветром и влагой. Такая обработка продолжается в течение 12—16 недель до тех пор, пока зёрна не увеличатся в размерах и не поменяют цвет с зелёного на желтоватый.

## Разновидности
Изначально «монсунингу» подвергались только зёрна арабики. В настоящее время таким способом обрабатываются зёрна любых видов кофе: арабики, робусты, а также различных видов их смесей.
Муссонный кофе классифицируется как Монсунд Малабар АА (англ. Monsooned Malabar AA) и Монсунд Басаникалли (англ. Monsooned Basanically). Лучшим считается Монсунд Малабар АА.